# Unity Party (Liberia)
Unity Party (UP, dansk: Enhedspartiet) er et politisk parti i Liberia grundlagt i 1984 af Edward B. Kesselly. Partiet deltog i præsidentvalget i 1985, det første valget efter militærkuppet i 1980. I valget fik Edward Kesselly 57.443 stemmer, eller 11,07 %. Ved det næste valget i 1997 stilte Ellen Johnson Sirleaf op som partiets præsidentkandidat og opnåede 9,58 % af stemmene. Partiet fik 7 af 64 pladser i Repræsentantenes hus, og 3 af 26 i Senatet.
Den 1. april 2009 fusionerede partiet med Liberia Unification Party og Liberian Action Party.

## Valget i 2005
Ved valget i 2005 fik Ellen Johnson Sirleaf 19,8 % af stemmene i første runde, men hele 59.4 % i anden runde, og blev landets præsident. I Repræsentantenes hus fik partiet imidlertid kun 8 af 64 plaser, lige mange som Coalition for the Transformation of Liberia, og færre end Liberty Party og Congress for Democratic Change. I Senatet fik partiet 4 af 30 pladser, og blev det næst største parti efter Coalition for the Transformation of Liberia.